# Гонсалес, Алехандро Ариэль
Алеха́ндро Ариэ́ль Гонса́лес (исп. Alejandro Ariel González, 9 октября 1973 года, Буэнос-Айрес, Аргентина) — аргентинский переводчик и исследователь русской литературы. Ключевая фигура в испаноязычной русистике. Член Совета директоров Международного общества Достоевского, президент Аргентинского общества Достоевского, главный редактор онлайн-журнала славянских исследований Eslavia.

## Биография
Алехандро Ариэль Гонсалес родился в Буэнос-Айресе 9 октября 1973 года. В 1999 окончил с почётным дипломом Факультет социальных наук Университета Буэнос-Айреса по специальности «Социология культуры». В 2006 в качестве вольного слушателя прошёл обучение на филологическом факультете Петрозаводского государственного университета по специальности «русский язык» (специализация — научный и художественный переводчик с русского языка).
В переводе А. А. Гонсалеса издано более 70 книг русских авторов в Аргентине, Испании, Колумбии, Чили и России. Опубликовал более 40 исследовательских и критических статей о русской литературе в Аргентине, Бразилии, Испании, Мексике, России и Японии.
Является ключевой объединяющей фигурой для международного сообщества испаноязычных русистов. Основатель и глава Аргентинского общества Достоевского, главный редактор онлайн-журнала Eslavia, специализирующегося на славянских исследованиях, соредактор журнала Estudios Dostoievski (Барселона, Испания).
Участвует в качестве докладчика в конференциях и семинарах в различных городах России и испаноговорящих стран, читал курсы в вузах и в государственных учреждениях, таких как: Национальный университет им. Сан-Мартина, Университет Буэнос-Айреса (Аргентина), Бостонский университет (США), Колледж Сан-Идельфонсо (Мексика), Гранадский университет (Испания), Дом-музей Ф. М. Достоевского в Санкт-Петербурге, Музей-усадьба Л. Н. Толстого «Ясная Поляна» (Россия).
Регулярно участвует с докладами и мастер-классами в Международном Конгрессе переводчиков художественной литературы, организуемом российским Институтом перевода. Организатор Национальных чтений Славянских исследований (2016, 2018, 2022, Буэнос-Айрес, Аргентина).
Член Совета директоров Международного общества Достоевского. Член Научного комитета Центра переводческих исследований. Член Союза переводчиков России, Международной ассоциации преподавателей русского языка и литературы (МАПРЯЛ). Партнёр журнала El Trujamán Института Сервантеса. Амбассадор фестиваля «Русский Рим». Член Президиума МАПРЯЛ); Член Совета дополнительной образовательной программы «Русский язык как иностранный».

## Признание
- Лауреат премии Аргентинской ассоциацией детской и юношеской литературы в номинации «Классическое произведение» за перевод книги «Первая любовь» Ивана Тургенева. Буэнос-Айрес (май 2008)
- Финалист премии «Teatros del Mundo» за перевод «Полного собрания пьес» А. П. Чехова. Культурный центр Рикардо Рохас (Университет Буэнос-Айреса), Буэнос-Айрес (сентябрь 2013)
- Финалист премии «Teatros del Mundo» за перевод пьесы «Платонова» А. П. Чехова. Культурный центр Рикардо Рохас (Университет Буэнос-Айреса), Буэнос-Айрес (ноябрь 2017)
- Финалист премии «Читай Россию/Read Russia» в номинации «Классическая русская литература XIX века» за перевод книги «Тарас Бульба», Николая Гоголя. Институт перевода, Москва, Россия (сентябрь 2012)
- Премия «Teatros del Mundo» за перевод «Полного собрания пьес» И. С. Тургенева. Культурный центр Рикардо Рохас (Университет Буэнос-Айреса), Буэнос-Айрес (ноябрь 2015)
- Премия «Читай Россию/Read Russia» в номинации «Классическая русская литература XIX века» за перевод «Двойника» Ф. М. Достоевского. Институт перевода, Москва, Россия (сентябрь 2014)
- Орден преподобного Епифания Премудрого за вклад в популяризацию русской классической литературы в испаноязычном мире. Издательский совет РПЦ, Москва, Россия, (сентябрь 2016)
- Премия «Золотой Витязь» в номинации «Художественный перевод» за вклад в популяризацию русской классической литературы в испаноязычном мире. Славянский Форум Искусств, Москва, Россия (октябрь 2020)
- Медаль Достоевского за вклад в сохранение и популяризацию наследия Ф. М. Достоевского, Министерство культуры Российской Федерации, Москва, Россия (ноябрь 2022)
- Медаль А. С. Пушкина. Международная ассоциация преподавателей русского языка и литературы (2023)[3]

### Авторские издания
- Primera Jornada Nacional de Estudios Eslavos, Буэнос-Айрес, 2016. — ISBN 9789874231048 (редактор, составитель, издатель)
- Segunda Jornada Nacional de Estudios Eslavos, Буэнос-Айрес, 2018. — ISBN 9789877786996 (редактор, составитель, издатель)
- Tercera Jornada Nacional de Estudios Eslavos, Буэнос-Айрес, 2022. — ISBN 9789878871592 (редактор, составитель, издатель)
- Cuarta Jornada Internacional de Estudios Eslavos, Bs. As. 2024. — ISBN 9786310067391

### Переводы

#### С русского
- Леонид Андреев, «Бездна и другие рассказы». — Сантьяго: LOM, 2021. Примечания. — ISBN 9789560014726
- Леонид Андреев, «В тумане и другие рассказы». — Сантьяго: LOM, 2017. Примечания. — ISBN 9789560009296
- Леонид Андреев, «Жизнь Василия Фивейского и другие рассказы». — Сантьяго: LOM, 2018. Примечания. — ISBN 9789560011145
- Леонид Андреев, «Иуда Искариот и другие рассказы». — Сантьяго: LOM, 2014. Примечания. — ISBN 9789560007797
- Леонид Андреев, «Рассказ о семи повешенных и другие рассказы». — Сантьяго: LOM, 2016. Примечания. — ISBN 9789560007797
- Александр Афанасьев, «Жар-птица». — Буэнос-Айрес: Tres en Línea, 2016. Примечания. — ISBN 9789874590817
- Александр Афанасьев, «Неосторожное слово», в сборнике «Cuentos del globo». — Буэнос-Айрес: Pequeño Editor, 2013. Примечания. — ISBN 9789871374236
- Александр Богданов, «Красная звезда». — Буэнос-Айрес: RyR, 2017. Примечания. — ISBN 9789871421923
- Михаил Булгаков, «Белая гвардия». — Буэнос-Айрес: Libros del Zorzal, 2018. Предисловие, примечания. — ISBN 9789505560585
- Михаил Булгаков, «Мастер и Маргарита». — Буэнос-Айрес: Libros del Zorzal, 2015. Редактура. Предисловие. — ISBN 9789875994270
- Михаил Булгаков, «Морфий», «Записки юного врача», «Я убил». — Буэнос-Айрес: La Tercera, 2021. Примечания. — ISBN 9789874698698
- Михаил Булгаков, «Роковые яйца». — Буэнос-Айрес: Losada, 2013. Предисловие, примечания. — ISBN 9789500399418
- Михаил Булгаков, «Сатирические рассказы». — Сантьяго: LOM, 2014. Предисловие, примечания. — ISBN 9789560005137
- Михаил Булгаков, «Собачье сердце». — Буэнос-Айрес: Losada, 2014. Предисловие, примечания. — ISBN 9789500399425
- Борис Васильев, «А зори здесь тихие…». — Богота: Poklonka, 2022. — ISBN 9789585269842
- Лев Выготский, «Записные книжки». Буэнос-Айрес: Libros del Zorzal, 2022. Составление, примечания. — ISBN 9789875998209
- Лев Выготский, «Исторический смысл психологического кризиса». — Буэнос-Айрес: IPS. Составление, примечания. — ISBN 9789873958915. (Первое полное издание в мире.)
- Лев Выготский, «История развития высших психических функций». — Буэнос-Айрес: Colihue, 2017. Примечания. — ISBN 9789505630554
- Лев Выготский, «Лекции по педологии». — Буэнос-Айрес: IPS, 2024. Примечания. — ISBN 9786316574046
- Лев Выготский, «Мышление и речь». — Буэнос-Айрес: Colihue, 2007. Составление, вступительная статья, примечания. (Первый полный перевод на испанский язык). — ISBN 9505630344
- Лев Выготский, «Педагогическая психология»". — Буэнос-Айрес: IPS, 2025. Примечания. — ISBN 9786316574145
- Павел Гельман, «Правила философа Якова». — Богота: Poklonka, 2022. — ISBN 9789585269859
- Александр Герцен, «Кто виноват?». — Мадрид: Alba Editorial, 2024. — ISBN 978-84-1178-043-8
- Николай Гоголь, «Тарас Бульба». — Буэнос-Айрес: Losada, 2011. Предисловие, примечания. — ISBN 9789500398039
- Фёдор Достоевский, «Белые ночи», «Честный вор». — Буэнос-Айрес: Longseller, 2007. Предисловие, примечания. — ISBN 9789875507098
- Фёдор Достоевский, «Двойник». — Буэнос-Айрес: Eterna Cadencia, 2013. Вступительная статья, примечания. (Первое критическое издание на испанском языке). — ISBN 9789877120103
- Фёдор Достоевский, «Двойник». — Барселона: Alba, 2024. Предисловие. Примечания. — ISBN 9788411781077
- Фёдор Достоевский, «Записки из подполья». — Буэнос-Айрес: Colihue, 2006. Вступительная статья, примечания. — ISBN 9505630220
- Фёдор Достоевский, «Зимние заметки о летних впечатлениях». — Мадрид: Hermida Editores, 2017. Примечания. — ISBN 9788494664724
- Фёдор Достоевский, «Скверный анекдот», «Сон смешного человека», «Бобок», «Крокодил», «Кроткая». — Буэнос-Айрес: Galerna, 2018. Примечания. — ISBN 9789505567256
- Фёдор Достоевский, «Слабое сердце», «Господин Прохарчин». — Буэнос-Айрес: Bärenhaus, 2020. — ISBN 9789874109804
- Фёдор Достоевский, «Хозяйка». — Буэнос-Айрес: Losada, 2009. Предисловие, примечания. — ISBN 9789500396295.
- Владимир Зазубрин, «Щепка». — Буэнос-Айрес: RyR, 2017. Предисловие, примечания. — ISBN 9789874412010
- Евгений Замятин, «Мы». — Мадрид: Hermida Editores, 2016. Примечания. — ISBN 9788494561924
- Валериан Итин, «Страна Гонгури». — Буэнос-Айрес: RyR. Примечания. — ISBN 9786316608451
- Александр Куприн, «Белый пудель», «Сапсан», «Собачье счастье», «Завирайка», «Барри», «Бальт», «Ральф», «Барбос и Жулька». — Богота: Poklonka, 2020. Примечания. — ISBN 9789585269811
- Александр Куприн, «Молох». — Буэнос-Айрес: La compañía, 2017. Предисловие, примечания. — ISBN 9789871802067
- Александр Куприн, «Ю-ю». — Богота: Poklonka, 2020. Примечания. — Онлайн-публикация.[4]
- Ян Ларри, «Страна счастливых». — Буэнос-Айрес: RyR. Послесловие. Примечания. В печати.
- Владимир Ленин, «Государство и революция». — Буэнос-Айрес: Longseller, 2007. Примечания. — ISBN 9789875507104
- Юрий Либединский, «Неделя». — Буэнос-Айрес: RyR. Примечания. — ISBN 9786316608468
- Альберт Лиханов, «Непрощённая». — Богота: Poklonka, 2024. Примечания. — ISBN 9789585269897
- Владимир Одоевский, «Русские ночи». — Валенсия: Pre-Textos, 2024. Примечания. — ISBN 9788410309319
- Яков Окунев, «Грядущий мир», «Завтрашний день», «Петля». — Буэнос-Айрес: RyR. Примечания. — ISBN 9786316608444
- Борис Пильняк, «Голый год». — Буэнос-Айрес: RyR, 2020. Примечания. — ISBN 9789874412331
- Андрей Платонов, «Счастливая Москва». — Буэнос-Айрес: Tusquets. Примечания. — ISBN 9789876706315
- Антоний Погорельский, «Двойник, или мои вечера в Малороссии». — Буэнос-Айрес: Dedalus, 2024. Примечания. Послесловие. — ISBN 9789873744845
- Александр Пушкин, «Повести покойного Ивана Петровича Белкина». — Буэнос-Айрес: Bärenhaus. Примечания. — ISBN 9789878449180
- Аркадий и Борис Стругацкие, «Улитка на склоне». — Мадрид: Hermida Editores, 2024. — ISBN ISBN 978-84-127868-1-1
- Татьяна Толстая, «Лёгкие миры». — Буэнос-Айрес: Tusquets. Примечания. — ISBN 9789876706896
- Алексей Толстой, «Похождения Невзорова, или Ибикус». — Богота: Poklonka, 2025. — ISBN 9786289682601
- Лев Толстой, «Закон насилия и закон любви». — Мадрид: Hermida Editores, 2018. Примечания. — ISBN 9788494741357
- Лев Толстой, «Крейцерова соната» — Буэнос-Айрес: Bärenhaus, 2018. Примечания. — ISBN 9789874109262
- Лев Толстой, «Хаджи-Мурат», «Смерть Ивана Ильича», «Хозяин и работник». — Буэнос-Айрес: «El hilo de Ariadna», 2014. (Для серии «Личная библиотека Дж. М. Кутзее»). Примечания. — ISBN 9789872989699
- Лев Троцкий, «Литература и революция». — Буэнос-Айрес: RyR, 2015. Составление, вступительная статья, примечания. (Первый полный перевод на испанский язык). — ISBN 9789871421879
- Иван Тургенев, «Дневник лишнего человека», «Гамлет и Дон-Кихот». — Буэнос-Айрес: Colihue, 2016. Предисловие, примечания. — ISBN 9789505630936
- Иван Тургенев, «Первая любовь». — Буэнос-Айрес: Colihue, 2007. Предисловие, примечания. — ISBN 9789505633845
- Иван Тургенев, «Полное собрание пьес». — Буэнос-Айрес: Colihue, 2015. Предисловие, примечания. (Первый полный перевод на испанский язык). — ISBN 9789505630851
- Надежда Тэффи, «Воспоминания». — Барселона: Libros del Asteroide, 2024. Примечания. — ISBN 9788410178236
- Надежда Тэффи, «Театр других: Распутин, мои псевдонимы и я». — Буэнос-Айрес: La Tercera Editora, 2025. — ISBN 9789874815767
- Марина Цветаева, «Чёрт». — Буэнос-Айрес: La Tercera Editora, 2024. — ISBN 978-987-48157-5-0
- Антон Чехов, «Анна на шее и другие рассказы». — Буэнос-Айрес: Losada, 2012. Предисловие, примечания. — ISBN 9789500398770
- Антон Чехов, «Брак по расчёту и другие рассказы». — Буэнос-Айрес: Losada, 2013. Предисловие, примечания. — ISBN 9789500398794
- Антон Чехов, «Верочка и другие рассказы». — Буэнос-Айрес: Losada, 2012. Предисловие, примечания. — ISBN 9789500398626
- Антон Чехов, «Вишнёвый сад», «Медведь», «Свадьба». — Буэнос-Айрес: Losada, 2010. Предисловие, примечания. — ISBN 9789500397582
- Антон Чехов, «Вишнёвый сад», «Чайка». — Буэнос-Айрес: Longseller, 2010. Предисловие, примечания. — ISBN 9789875508972
- Антон Чехов, «Гусев и другие рассказы». — Буэнос-Айрес: Losada, 2012. Предисловие, примечания. — ISBN 9789500399067
- Антон Чехов, «Дама с собачкой и другие рассказы». — Буэнос-Айрес: Losada, 2011. Предисловие, примечания. — ISBN 9789500398503
- Антон Чехов, «Драма на охоте». — Буэнос-Айрес: Galerna, 2016. Примечания. — ISBN 9789505566570
- Антон Чехов, «Иванов», «Леший». — Буэнос-Айрес: Losada, 2010. Предисловие, примечания. — ISBN 9789500397841
- Антон Чехов, «Избранные рассказы». — Буэнос-Айрес: Losada, 2013. Предисловие, примечания. — ISBN 9789500399401
- Антон Чехов, «Писатель и другие рассказы». — Буэнос-Айрес: Losada, 2012. Предисловие, примечания. — ISBN 9789500398619
- Антон Чехов, «Платонов». — Буэнос-Айрес: Losada, 2010. Предисловие, примечания. — ISBN 9789500398015
- Антон Чехов, «Полное собрание пьес». — Буэнос-Айрес: Losada, 2011. Предисловие, примечания. — ISBN 9789500398121
- Антон Чехов, «Поцелуй и другие рассказы». — Буэнос-Айрес: Losada, 2011. Предисловие, примечания. — ISBN 9789500398497
- Антон Чехов, «Предложение», «На большой дороге», «Юбилей», «Лебединая песня», «О вреде табака», «Трагик поневоле», «Татьяна Репина», «Ночь перед судом». — Буэнос-Айрес: Losada, 2010. Предисловие, примечания. — ISBN 9789500397926
- Антон Чехов, «Счастливчик и другие юмористические рассказы». — Сантьяго: LOM, 2023. — ISBN 978-956-00-1738-3
- Антон Чехов, «Хорошие люди и другие рассказы». — Буэнос-Айрес: Losada, 2012. Предисловие, примечания. — ISBN 9789500399074
- Лев Шестов, «Апофеоз беспочвенности». — Мадрид: Hermida Editores, 2015. Примечания. — ISBN 9788494360671
- Лев Шестов, «Достоевский и Ницше (Философия трагедии)». — Мадрид: Hermida Editores. Примечания. — ISBN 9788412551907
- Лев Шестов, «Киркегард и экзистенциальная философия (Глас вопиющего в пустыне)». — Мадрид: Hermida, 2025. — ISBN 9788412882469
- Лев Шестов, «На весах Иова». — Мадрид: Hermida Editores, 2020. Примечания. — ISBN 9788412228021
- Лев Шестов, «Афины и Иерусалим». — Мадрид: Hermida Editores, 2018. Примечания. — ISBN 9788494836558
- Лев Шестов, «Potestas clavium (Власть ключей)». — Мадрид: Hermida Editores, 2019. Примечания. — ISBN 9788494998966
- Алексей Толстой, Валериан Олин, Григорий Данилевский, Андрей Зарин, Валерий Брюсов, «Русские готические рассказы». — Буэнос-Айрес: Losada, 2019. Предисловие, примечания. — ISBN 9789500373609
- Иван Тургенев, Александр Пушкин, Александр Бестужев-Марлинский, Николай Мельгунов, Евдокия Ростопчина, Владимир Одоевский, Алексей Апухтин, Николай Карамзин, «Русские готические рассказы» — Буэнос-Айрес: Losada, 2019. Предисловие, примечания. — ISBN 9789500373593
- Антоний Погорельский, Орест Сомов, Александр Вельтман, Михаил Загоскин, Евгений Баратынский, Александр Бестужев-Марлинский, Михаил Лермонтов, Владимир Одоевский, «Русские фантастические рассказы XIX века». — Буэнос-Айрес: Losada, 2016. Предисловие, примечания. — ISBN 9789500373098
- «Русские рассказы»: Достоевский, Толстой, Андреев, Тэффи, Александр Богданов, Марина Цветаева, Андрей Платонов. — Буэнос-Айрес: Factotum Ediciones, 2025. — ISBN 9789874198655

#### С французского
- «Племянник Рамо», Дени Дидро. — Буэнос-Айрес: Losada, 2012. Предисловие, примечания. — ISBN 9789500398985